# Begegnungsgefecht
Begegnungsgefechte gehören zu den besonderen Gefechtshandlungen. Dazu kommt es, wenn marschierende oder entfaltet vorgehende Truppen überraschend auf den Feind stoßen und sofort den Kampf aufnehmen. Diese Gefechte sind besonders durch die unklare Lage und den Zwang zu raschem Handeln geprägt. Laut deutscher Heeresdienstvorschrift muss sich – gemäß der Doktrin der Führung durch Auftrag („Auftragstaktik“) – der örtliche Führer, d. i. der rangälteste anwesende militärische Vorgesetzte, schnellstmöglich entscheiden, ob und wie er den Kampf aufnehmen will, und selbständig handeln. Dies wird in der Regel vom Gelände, der Gefechtsbereitschaft der Truppe und der Truppengattung, sowie dem Kräfteverhältnis abhängen. Sobald der Entschluss gefasst ist, ob und wie das Gefecht fortgesetzt werden soll, geht das Begegnungsgefecht in eine der Gefechtsarten über.